# Саарская наступательная операция
Саарская наступательная операция (фр. Offensive de la Sarre) — военная операция французских сухопутных войск в Сааре, организованная в начале Второй мировой войны и продолжавшаяся с 7 по 16 сентября 1939 года. Целью операции было отвлечение немецких сил и оказание косвенной помощи польской армии, отражавшей наступление войск вермахта.
Несмотря на превосходство в численности войск и бронетехнике, французские войска отступили. Эта операция стала единственной военной операцией союзников Польши с немецкой армией в ходе «Странной войны».

## Цели операции
Франция объявила войну Германии 3 сентября 1939 года. Согласно франко-польскому военному соглашению, французские войска собирались начать подготовку к крупномасштабной стратегической операции через три дня после мобилизации. Французам надо было захватить территории от французской границы до Западного вала и попытаться навязать бой на оборонительных редутах. Полномасштабный штурм немецкой обороны должен был начаться 16 сентября на 15-й день мобилизации. Предварительная частичная мобилизация во Франции была объявлена уже 26 августа, а полная — 1 сентября.
Мобилизация шла медленно ввиду устаревшей системы призыва солдат на службу, к тому же у французов не было сведений о немецких танках и самолётах, а уже задействованную бронетехнику они в итоге так и не смогли грамотно и эффективно использовать на поле боя во взаимодействии с пехотой, кавалерией и авиацией. Французское командование ориентировалась на устаревшую военную доктрину и рассчитывало задействовать стандартную тактику Первой мировой войны: массивный артобстрел позиций противника и их последующий захват пехотой. Существенным минусом этой тактики была долгая подготовка к атаке.

## Ход боевых действий
7 сентября 1939 года французы вошли в долину Рейна. Они рассчитывали, что немцы, отвлечённые войной в Польше, не смогут перебросить силы против французских войск, и надеялись численным превосходством смять противника. Однако ни одно действие армии Франции не принесло облегчения полякам, да и сами французы оказались в опасном положении, не добившись крупных успехов. Так, близ Саарбрюккена сразу одиннадцать дивизий штурмовали позиции немцев, прорвавшись на 32 километра вперёд. Всего французам удалось взять за неделю 12 населённых пунктов: Герсхайм, Медельсхайм, Ин, Нидергайльбах, Близменген, Людвайлер, Бреншельбах, Лаутербах, Нидальтдорф, Клайнблиттерсдорф, Ауэрсмахер и Зиттерсвальд (позднее Гитлерсдорф).
Не всё складывалось благополучно даже в этой ситуации. Во-первых, немцы без боёв и потерь сдали города и тем самым ввели французов в заблуждение, скапливая силы. Во-вторых, близ Блисбрюка (Bliesbrück) сразу четыре танка Renault R35 были уничтожены минами. В-третьих, постепенно немцы стали контратаковать: 10 сентября французы отбили первую атаку близ Апаха. Тем не менее, командование Франции не отзывало войска с фронта, и 12 сентября 32-й пехотный полк дошёл до Бреншельбаха, потеряв капитана, сержанта и семь рядовых. После захвата Варндтского леса французское наступление выдохлось: значительная часть солдат при захвате погибла от противопехотных мин, и французы даже не добрались до Западного вала.

## Последствия
12 сентября англо-французский Верховный Военный Совет собрался впервые в Абвиле. Было принято решение о немедленном прекращении боевых действий, и в итоге штурм был отменён. Приказом Мориса Гамелена французам было запрещено приближаться менее чем на 1 км к немецким позициям. Сам же Гамелен не уведомил поляков о своём решении и скрыл правду, а польскому маршалу Эдварду Рыдз-Смиглы он сообщил о том, что французы якобы отправили половину своих дивизий в бой и вынудили немцев снять шесть дивизий с польского фронта. Командир французской военной миссии в Польше генерал Луис Фори пошёл ещё дальше и заявил начальнику штаба Войска Польского Вацлаву Стахевичу, что французы организуют второе наступление с 17 по 20 сентября. Сами же немцы вернулись на свои позиции уже 16 и 17 октября, задействовав участников Польской кампании. Так началась «Странная война».

## Потери
Немцы потеряли убитыми 196 солдат, ранеными 356 и пропавшими без вести 114. К 17 октября они насчитали 11 потерянных самолётов.
Французы потеряли убитыми, ранеными и пропавшими без вести около 2 тысяч человек.